# DR 137 094 … 223
Die DR 137 094 … 223 sind Triebwagen, die ursprünglich mit 302 kW Leistung für die Deutsche Reichsbahn-Gesellschaft als Einheitstriebwagen mit Einheitsgrundriss gebaut wurden. Es wurden 77 Triebwagen in sechs Serien gefertigt. Von diesen Fahrzeugen wurden nach dem Zweiten Weltkrieg mehrere Fahrzeuge bei beiden deutschen Bahnverwaltungen und vereinzelt europaweit eingesetzt. Dienstende war spätestens in den 1970er Jahren, als bei der Deutschen Reichsbahn die letzten Fahrzeuge bis 1978 ausschieden. Ein Fahrzeug ist erhalten geblieben. Der VT 137 099, der Diensttriebwagen des Präsidenten der Reichsbahndirektion Greifswald war, befindet sich heute in der Sammlung des DB Museums und steht im Mecklenburgischen Eisenbahn- und Technikmuseum Schwerin.

## Geschichte

### Reichsbahn-Zeit

Streckennetz der befahrenen Strecken

Die Triebwagen entstanden aus den Erkenntnissen mit den vorher erschienen Essener Grundriss und Eilzugwagengrundriss, die sich im Betriebsdienst im Großen und Ganzen bewährt hatten. Für einen rascheren Fahrgastfluss wurde der Fahrzeuggrundriss der Essener Wagen für die neuen Fahrzeuge so überarbeitet, dass die Stauräume im Mitteleinstieg insgesamt vergrößert wurden. Außerdem wurde bei ihnen der Abort vom Fahrgast- in den Einstiegsraum umplatziert. Der so geänderte Grundriss bildete die Grundlage für alle ab 137 094 nummerierten Triebwagen. In sechs verschiedenen Serien wurden insgesamt 77 Triebwagen der genannten Baureihe hergestellt.
Dabei wiesen die Fahrzeuge in der Maschinenausstattung und dem Fahrzeugaufbau einige wesentliche Unterschiede auf, die in der Tabelle in der Fahrzeugbeschreibung erwähnt werden. Alle Fahrzeuge wurden mit Steuerwagen ausgeliefert und waren von Anfang an für durch die Mehrfachsteuerung machbaren Mehrfachbetrieb in kompletten Triebwagenzügen vorgesehen. Auch wurden bei ihnen fünf verschiedene Antriebsmotoren und mehrere Varianten der Bremsausrüstung probeweise eingesetzt. Eine Variante mit noch stärkeren Motoren waren die 137 156 bis 159. Auch die mit Strömungsgetriebe ausgerüsteten 137 160 und 161 und 137 271 und 272 waren Einheitstriebwagen mit Einheitsgrundriss nach der Zeichnung 1902 III. Insgesamt waren im Beschaffungsprogramm von 1937 noch 35 weitere Fahrzeuge der 302-kW-Klasse vorgesehen, die die Nummern 137 397–431 erhalten sollten. Auf Grund der anstehenden politischen Ereignisse wurde deren Fertigung nicht mehr realisiert.
Die Fahrzeuge wurden 1935 abgeliefert und im Personen- und Eilzugdienst eingesetzt. Die für den Ruhrschnellverkehr bestimmten Fahrzeuge hatten lediglich 90 km/h Höchstgeschwindigkeit für ein besseres Beschleunigungsvermögen. Bei Kriegsausbruch wurden alle Fahrzeuge zunächst stillgelegt, später wurden sie für verschiedene Zwecke der Wehrmacht wieder reaktiviert und umgebaut. Den Krieg überstanden 55 Fahrzeuge, von denen 23 im Gebiet der späteren Deutschen Bundesbahn, 23 in dem Gebiet der Deutschen Reichsbahn, einer auf dem Gebiet der Tschechoslowakei, zwei in Frankreich und sechs in Norwegen verblieben. Die übrigen Fahrzeuge waren Kriegsverluste.

### Nachkriegsära

#### Deutsche Bundesbahn
Von den 23 zu der Deutschen Bundesbahn gelangten Fahrzeugen wurden sechs zu hydrodynamischen Triebwagen umgebaut. Dabei wurden die Fahrzeuge analog der 137 160 und 161 umgebaut. Diese Fahrzeuge wurden als Reihe VT 25.5 bezeichnet. Die restlichen Fahrzeuge blieben dieselelektrisch, die Fahrzeuge mit den Maybach-Motoren wurden als Reihe VT 33.2, die mit den MAN-Anlagen als VT 32.0 bezeichnet. Der 137 190 bekam die neue Bezeichnung VT 30 001. Einige VT 32.0 erhielten bei einer Hauptausbesserung noch die Maschinenanlage MB 836 von Mercedes-Benz, es wurde die Verkabelung erneuert, aber die alten Holzlattensitze bis zum Schluss beibehalten. Die Fahrzeuge wurden in München, Bielefeld, Münster und Kempten sowie in Landau in ihren vor dem Krieg zugedachten Einsätzen wiederverwendet.
Die Ausmusterung der Fahrzeuge begann Mitte der 1950er Jahre, bis 1967 waren alle Fahrzeuge ausgemustert worden. Eine Computernummer hat kein Fahrzeug mehr erhalten.

#### Deutsche Reichsbahn

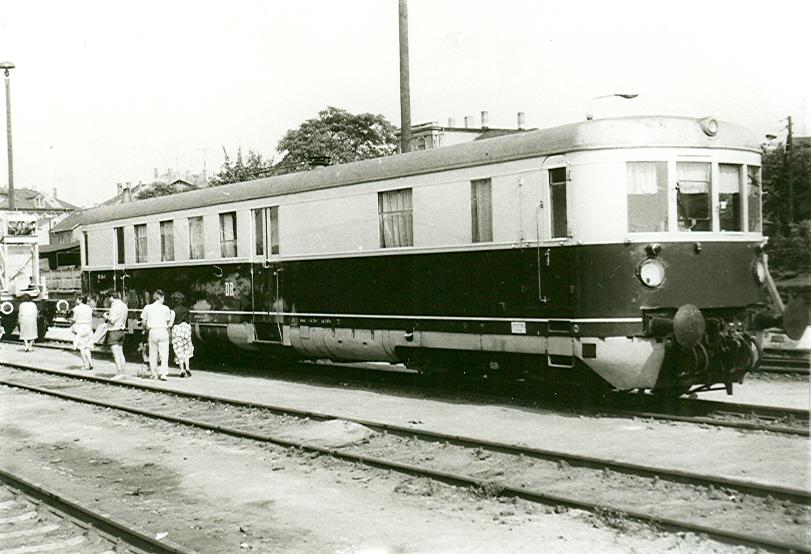
Der erhaltene VT 137 099 auf einer Fahrzeugausstellung in Radebeul Ost

Bei der Deutschen Reichsbahn wurden die restlichen Fahrzeuge, wie schon vor dem Krieg, im Bahnbetriebswerk Dresden-Pieschen, Neustrelitz, Seddin, Stralsund und Karlshorst beheimatet. Die VT 137 099 und VT 137 100 waren als Salontriebwagen jeweils in Stralsund und Dresden beheimatet. Die anderen Fahrzeuge waren mit den anderen Altbautriebwagen für die verschiedensten Einsätze verwendet. Ein herausragender Einsatz war in den 1950er und 1960er Jahren der Dt 179/180 von Dresden über Berlin nach Stralsund. Der Einsatz erfolgte mit zwei VT und zwei dazwischenlaufenden VB. Die Gegenleistung wurde von einer Einheit VT Ruhr dreiteilig übernommen.
14 Fahrzeuge wurden 1970 zur Einführung des EDV-Nummersystems noch in die Baureihe 185 umgezeichnet. Der VT 137 101 (neu: 185 012) war als längster bis 1978 im Einsatz. Die anderen Fahrzeuge schieden nach 1975 aus. Einige Fahrzeuge wurden noch einige Zeit als Aufenthaltsräume weiterverwendet, so z. B. der VT 137 100 (neu: 185 255) im Bw Dresden-Friedrichstadt.
Der VT 137 099 (heute 688 136) erlebte noch die Einstufung in die DB AG und ist heute noch als Museumstriebwagen im Mecklenburgischen Eisenbahn- und Technikmuseum Schwerin erhalten.

#### M 283.101 der  Československé státní dráhy
Der DR 137 221 blieb nach dem Weltkrieg bei den ČSD. Er wurde zuerst als M 283.101 bezeichnet. 1951 wurde das Fahrzeug in den Beiwagen Ca 4-5789 umgebaut und weiterverwendet. Der Verbleib des Wagens ist nicht bekannt.

#### Frankreich
Bei der Société nationale des chemins de fer français in Frankreich verblieben die DR 137 168 und DR 137 175. Sie erhielten die Bezeichnungen 2-XR 5302 und 2-XR 5311. Der weitere Verbleib ist nicht bekannt.

#### Norwegen
Sechs Fahrzeuge, der VT 137 170, der VT 137 187, die VT 137 200 VT 137 201, VT 137 202, und VT 137 208 verblieben nach 1945 in Norwegen und wurden bei den NSB als Reihe Cmdeo 1 mit den Fahrzeugnummern 18 295 bis 18 300 bezeichnet.

## Technische Beschreibung
Einheitlich waren die Fahrzeuge nach dem sogenannten Einheitsgrundriss gebaut. Dabei ergaben sich innerhalb der sechs Serien unterschiedliche technische Daten, die in der folgenden Tabelle zusammengefasst sind.
| Betriebsnummer                   | DR 137 094–096                   | DR 137 164–187                                                      | DR 137 097–110                                                                            | DR 137 210–223                                                                                     | DR 137 188–190                   | DR 137 191–209                                     |
| -------------------------------- | -------------------------------- | ------------------------------------------------------------------- | ----------------------------------------------------------------------------------------- | -------------------------------------------------------------------------------------------------- | -------------------------------- | -------------------------------------------------- |
| Sitzplätze(Klassen) + Klappsitze | 16 / 40 + 4                      | 16 / 40 + 5                                                         | 16 / 40 + 4 o. 5                                                                          | 16 / 40 + 4                                                                                        | 16 / 40 + 3                      | 16 / 40                                            |
| Stehplätze                       | 44                               | 45                                                                  | 44 o. 45                                                                                  | 45                                                                                                 | 45                               | 45                                                 |
| Lieferjahr                       | 1935                             | 1936                                                                | 1935                                                                                      | 1935–1936                                                                                          | 1936                             | 1935–1936                                          |
| weiterer Verbleib                | DB VT 33 213 DR 185 011          | DB VT 33 215, 216, 222 DR 185 014 SNCF 2-XR 5302, 5311 NSB Cmdeo 10 | DB VT 25 501–503, DB VT 32 005, 007, 010, 011 DR 185 012, 013, 254, 255 DB Museum 688 136 | DB VT 25 504, 505, 506 DB VT 32 012, 015, 016 DB VT 33 231, 232 DR 185 020–022, 026, ČSD M 283.101 | DB VT 30 001 DR 185 015          | DB VT 33 224, 225, 227 DR 185 016–019 NSB Cmdeo 10 |
| Ausmusterung                     | –1974                            | –1973                                                               | –                                                                                         | –1975                                                                                              | –1976                            | –1977                                              |
| Lieferfirma                      | Westwaggon                       | Westwaggon, Wismar Waggonfabrik Uerdingen, Talbot                   | Westwaggon, Waggonfabrik Uerdingen                                                        | Westwaggon, MAN                                                                                    | Westwaggon                       | Westwaggon                                         |
| Dienstmasse                      | leer 47.367 kg besetzt 51.567 kg | leer 46.274 kg besetzt 50.474 kg                                    | leer 48.129 kg besetzt 52.329 kg                                                          | leer 46.895 kg besetzt 51.775 kg                                                                   | leer 45.125 kg besetzt 49.530 kg | leer 46.385 kg besetzt 51.265 kg                   |
| Höchstgeschwindigkeit            | 110 km/h                         | 90 km/h                                                             | 110 km/h                                                                                  | 210–217: 90 km/h 218–223: 110 km/h                                                                 | 90 km/h                          | 90 km/h                                            |
| Motorbauart                      | Maybach GO 5                     | Maybach GO 5                                                        | 110: MAN L 12V 17,5/18 übrige: MAN L2x6V 17,5/18                                          | MAN L2x6V 17,5/18                                                                                  | Mercedes-Benz OM 86              | Maybach GO 5                                       |
| Motorleistung                    | 302 kW                           | 302 kW                                                              | 309 kW                                                                                    | 309 kW                                                                                             | 331 kW                           | 302 kW                                             |
| Lieferer el. Ausrüstung          | AEG                              | AEG, SSW                                                            | AEG, SSW                                                                                  | AEG, SSW                                                                                           | BBC                              | AEG, SSW, BBC                                      |

Die Fahrzeuge waren gegenüber den 137 031 … 093 mit einem nochmals vergrößerten mittleren Einstieg ausgestattet. Gleichzeitig wurde bei ihnen der Abort vom Fahrgastraum in den mittleren Einstiegsraum verlegt. Die Einstiegstüren zu den Fahrgasträumen waren Schiebetüren mit 1.000 mm lichter Weite (Mitteleinstieg) bzw. 760 mm lichter Weite (Endeinstieg), die Zugangstüren zu den Führerständen und die stirnseitigen Übergangstüren waren nach innen aufschlagbare Drehtüren. Die Stirnpartie wurde moderner gestaltet. Alle Fahrzeuge besaßen bei der Auslieferung eine als Stromlinienform gedachte Schürze. Nach dem Krieg wurde diese aus praktischen Gründen bei beiden deutschen Bahnverwaltungen abgebaut.
Der Wagenkasten war eine Schweißkonstruktion aus Walzprofilen und der Außenbeblechung, die für den Korrosionsschutz einen Kupferzusatz erhalten hatte. Das Dach hingegen war genietet; während die Innenhaut aus Sperrholz mit einer Stärke von drei Millimeter bestand, hatte die Außenhaut Bleche von der Stärke von einem Millimeter. Konstruktiv war es als Nietverbindung aufgebaut. Das Untergestell trug an beiden Enden eine Zug- und Stoßeinrichtung der leichten Bauart. Die zulässige Zug- und Stoßkraft betrug 80 kN. Ein Teil der Fahrzeuge konnte mit einem Steuerwagen mit einer Kurzkupplung starr verbunden werden, diese Fahrzeuge besaßen an dem Gepäckraumende eine Stoßplatte, einen Stoßpuffer und eine Laschenkupplung. Die Drehgestelle entsprachen der Bauart Görlitz. Die Maschinendrehgestelle konnten mit den Motoren Maybach GO 5 und MAN gegenseitig getauscht werden. Bei den Triebdrehgestellen war ein Tausch nicht in jedem Fall möglich. Grund war die unterschiedliche Ausführung der Handbremse.
Die Antriebsanlage war dieselelektrisch ausgeführt. Als Antriebsmotoren wurden bei Ablieferung neben den in der Mehrzahl verwendeten Maybach GO 5 mit Gegengewichten der beim DR 137 074 zum ersten Mal eingesetzte Zweiwellenmotor MAN L2×6V 17,5/18 eingesetzt. Ein Fahrzeug erhielt den MAN-Einwellenmotor L 12V 17,5/18 und einige Fahrzeuge den MB OM 86. Nach dem Krieg erhielten die Fahrzeuge Tauschmotoren. Die elektrische Leistungsübertragung nach der RZM-Steuerung setzte sich aus den Elementen Hauptgenerator, Hilfsgenerator und elektrische Fahrmotoren zusammen. Alle Fahrzeuge waren mit Mehrfachsteuerung ausgerüstet und besaßen die Notfallsteuerung, bei der nach Ausfall der Diesel-Generatoreinheit der Triebwagen mit Batterieantrieb noch die Strecke räumen konnte.
Die Bremsanlage war eine mehrlösige Druckluftbremse der Bauart Hildebrand-Knorr, die als Außentrommelbremse ausgeführt war. Außer dieser Bremsbauform wurden bei zwei Fahrzeuge Versuche mit einer Scheibenbremse durchgeführt. Die Handbremse war als Druckölbremse konstruiert.